# Оливер Спасовски
Оливер Спасовски (рођен 21. октобра 1976. у Куманову) — македонски политичар и бивши премијер Северне Македоније. На функцији је био од 3. јануара 2020. године, након избора нове техничке владе. Уред министра унутрашњих послова обављао је у два кратка периода. Своју функцију преузео је 2. септембра 2016. до 12. децембра 2016. Претходно је ту функцију обављао од 11. новембра 2015. до 19. маја 2016., по споразуму из Прзина. Оливер је поново на функцији македонског министра унутрашњих послова 1. јуна 2017. године, када је парламентарна већина гласала за шефа нове владе Зорана Заева. 3. јануара 2020. године изабран је за новог техничког премијера у предизборној влади.

## Биографија
Спасовски је рођен 21. октобра 1976. године у Куманову. Основну и средњу школу завршио је у Куманову. Завршио је Правни факултет у Скопљу, где је радио као адвокат, саветник градоначелника Куманова и секретар у општини Куманово. На изборима 2006. и 2011. изабран је у парламент два мандата. На парламентарним изборима 2016. био је кандидат у изборној јединици 2, коју је водила коалиција СДСМ.